# بیزنوئیه
بیزنوئیه روستایی در دهستان سیه بنوئیه بخش مرکزی شهرستان رابر استان کرمان ایران است. این شهرستان زادگاه دوازده شهید سرافراز دوران دفاع مقدس از جمله سردار شهید عیسی حیدری بیزنوئیه می‌باشد. بیزنوئیه دارای آب و هوایی سرد بوده و در بیشتر اوقات فصل زمستان سفید پوش می‌باشد. این مسئله باعث شده همه ساله مهمان گردشگران زیادی باشد. در فصل تابستان نیز آب و هوای خنک و دلپذیرش مهمانان زیادی را به خود جذب می‌کند.

## جمعیت
بر پایه سرشماری عمومی نفوس و مسکن در سال ۱۳۹۵ جمعیت این مکان ۱۷۰ نفر (۶۴خانوار) بوده‌است.